# 艾莉西亞·薇坎德
艾莉西亞·亞曼達·薇坎德（瑞典語：Alicia Amanda Vikander，瑞典語：[aˈliːsɪa vɪˈkandɛr] ⓘ，1988年10月3日—），瑞典女演員。她获得过各种奖项，包括一个奥斯卡奖和一个美国演员工会奖，两个金球奖的提名和三个英国学院电影奖提名。
她在事業初期主要出現在瑞典的電視劇和電影，較知名的作品有劇集《第二大道》（2008–2010年）及使她獲得金甲虫奖（瑞典电影学院奖）最佳女演员奖的電影《將錯就愛》（2009年）。早期較知名的電影还有《安娜·卡列尼娜》（2012年）以及《皇室风流史》（2012年）。
2014年和2015年上映的电影《青春誓言》、《人造意識》以及《丹麥女孩》让薇坎德赢得国际承认。其中，《人造意識》提名金球獎最佳电影女配角和英国电影学院最佳女配角，《丹麥女孩》荣获美國演員工會獎最佳女配角、衛星獎最佳女配角、奧斯卡金像獎最佳女配角。之后，薇坎德出演《神鬼認證：傑森包恩》（2016年）和《古墓丽影：源起之战》（2018年）。

## 早年经历
薇坎德出生于瑞典哥德堡。母亲Maria Fahl Vikander是一位舞台女演员，父亲Svante Vikander是一位精神病医生，分别来自瑞典的北部和南部。在薇坎德2个月大的时候两人离婚，因而基本上她是由母亲抚养长大。她有5个同父异母的兄弟姐妹并且有四分之一的芬兰血统。
薇坎德在她7岁时就开始登台表演。曾出现在诸如《音乐之声》和《悲惨世界》等音乐剧之中。1997年，她参加瑞典电视台的一档儿童歌唱秀，表演Helen Sjöholm的歌曲《Du måste finnas》。并获得该集的冠军以及评委对她舞台表现力的赞赏。
薇坎德9岁开始芭蕾舞训练。15岁时，她从哥德堡搬到斯德哥尔摩独自一人生活，在那更高层次的芭蕾舞学校学习，并努力成为首席舞者
。暑假的时候她全球游学，曾经在纽约的美国芭蕾舞学院训练。
16岁时，她几乎中断学业，把所有精力放在导演托马斯·阿尔弗雷德森的电视剧集上，并意识到自己对表演的热情 。同时伤痛也伴随着她的舞蹈事业。她曾经2次面试表演学校但是都被拒绝。薇坎德曾经被法律学校录取但她从未入学，并一直追寻自己的演艺梦想。

## 演员生涯

### 事业早期
薇坎德的演艺事业开始于几部瑞典短片和电视剧集。 在出演广受欢迎的瑞典电视剧集《第二大道》(2008–2010年)中的一个角色后，她在斯堪的纳维亚地区变得家喻户晓。

### 2010-2014年

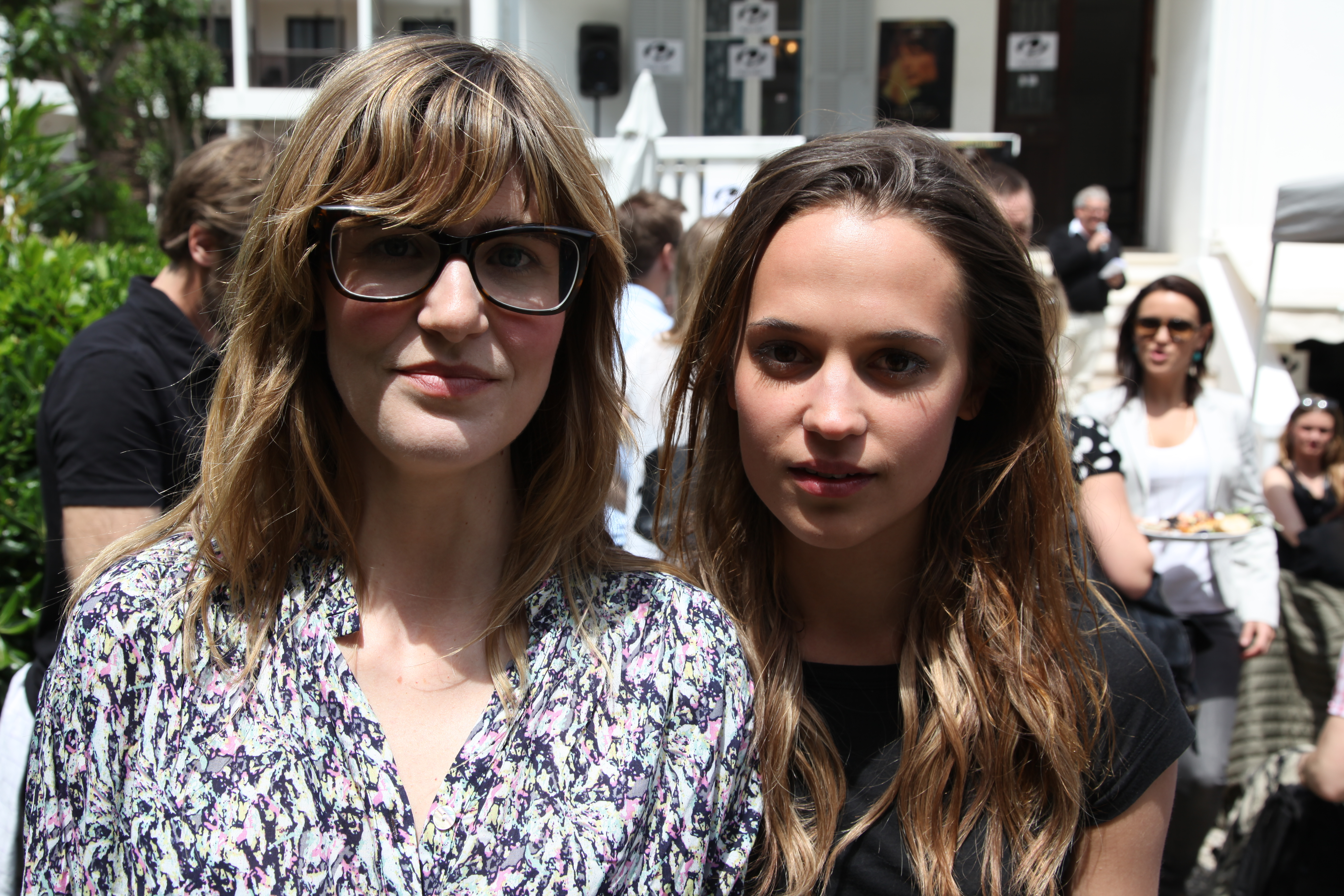
薇坎德(右边) 和导演丽莎·朗塞斯在2012年戛纳电影节

2010年，薇坎德饰演女主角Katarina的瑞典电影《將錯就愛》上映。她的银幕首秀备受好评，让她获得包括金甲虫奖（瑞典电影学院奖）最佳女演员奖在内的诸多国际奖项。2012年，在出演由姬拉·麗莉主演的英语改编电影《安娜·卡列尼娜》中的重要角色Kitty后，薇坎德取得国际关注。 这部电影在2012年多伦多国际电影节首映并获得积极的评价。同年，她还在尼科萊·阿爾賽指导的丹麦电影《皇室風流史》扮演卡羅琳·瑪蒂爾王后。该片在第62届柏林电影节全球首映且备受好评，并提名第85届奥斯卡最佳外语片。
2013年，薇坎德在电影《洩密風雲》中扮演德国海盗党成员安科·多姆沙伊特·伯格。 影片于2013年9月5日为多伦多国际电影节开幕。获得褒贬不一的评价，但是不少影评人赞扬当中的表演。她还凭借瑞典电影《宾馆》中Erika一角在马拉喀什国际影展获评审主席导演马丁·斯科塞斯颁发的最佳女演员。
2014年，维坎德出演澳大利亚演犯罪惊悚片《槍之子》。影片于2014年10月16日在澳大利亚上映，获得褒贬不一的评价；不过维坎德在片中的表现获得赞扬。

### 2015年-2019年

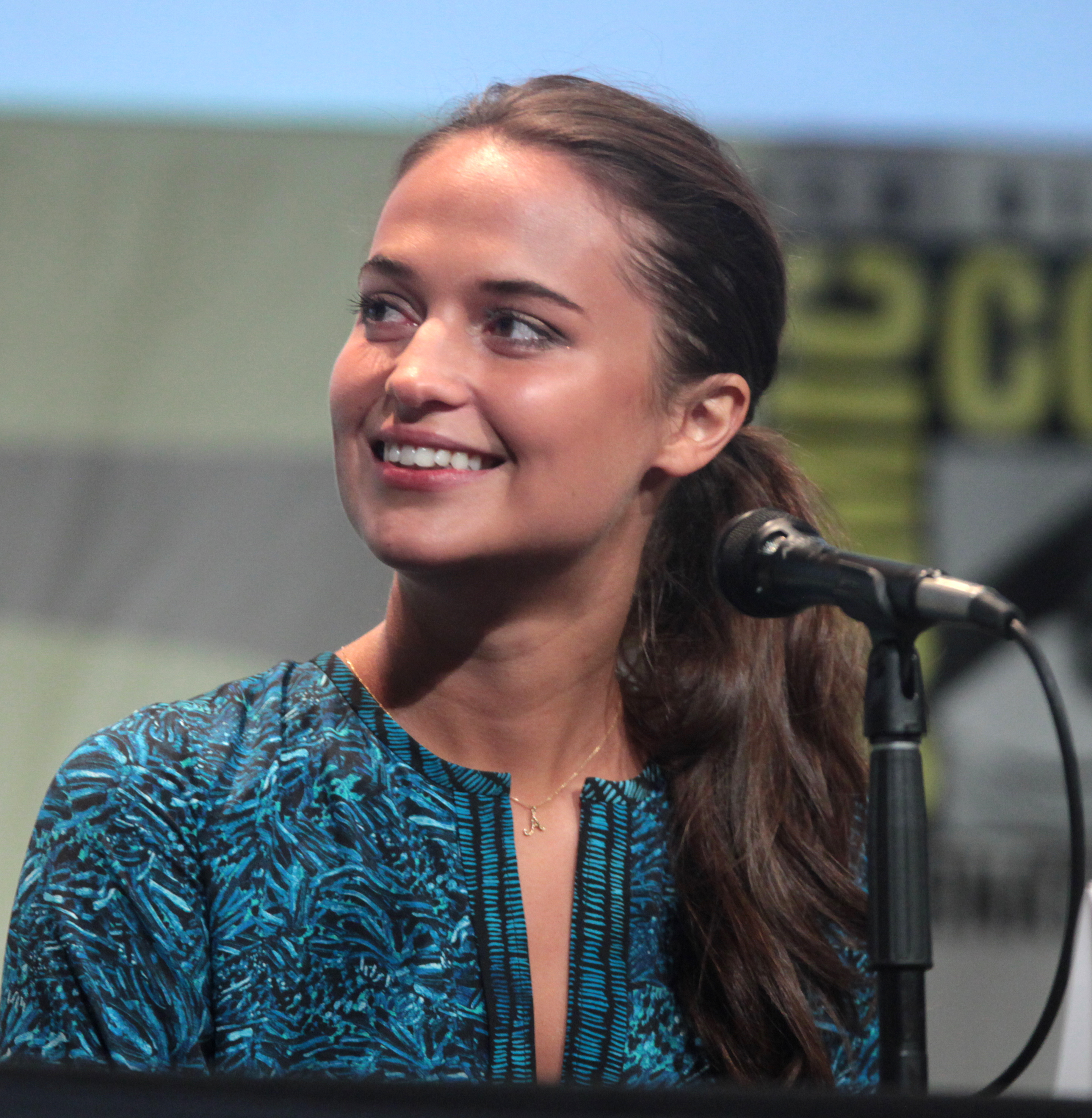
薇坎德在2015年圣地亚哥国际漫画展。

2015年，薇坎德在多部电影中有重要角色。她在汤姆·霍伯的电影《丹麥女孩》扮演的画家格爾達·韋格納获得高度赞誉，荣获第22屆美國演員工會獎最佳女配角、第20屆衛星獎最佳女配角、第88屆奧斯卡金像獎最佳女配角。此外她还凭借此角色提名第73屆金球獎最佳戲劇類電影女主角和第69届英国电影学院奖最佳女主角，但是2个奖项最终都颁给来自《房间》的布丽·拉尔森
。
薇坎德在亚力克斯·嘉兰的导演处女作《人造意識》中扮演人工智能伊娃。这部电影让她获得公众承认以及评论称赞，并提名第73屆金球獎最佳电影女配角和第69届英国电影学院奖最佳女配角。
薇坎德在电影《青春誓言》中扮演和平主义者维拉·布里顿。一同出演的还有基特·哈靈頓和艾蜜莉·華森。该片收到良好的评价，维坎德在剧中的表现尤其受到赞扬。因其角色为英国人，她还提名英國獨立電影獎最佳女主角。她还在奇幻片《獵魔七煞》扮演半人/半女巫的Alice Deane；在瑞典纪录片《傾訴英格麗》担任旁白；在佳·烈治指导的动作片《紳士密令》出演女主角。此外，《天菜大廚》也有她的身影。
2016年5月6日，薇坎德同她的经纪人Charles Collier成立一家名为Vikarious的制作公司。该公司的首部电影《欣快》由瑞典编剧兼导演丽莎·朗塞斯指导，同时也是朗塞斯的英文处女作以及这是她同薇坎德的第三次合作。出演该片的还有伊娃·格蓮和夏綠蒂·蘭普琳，共同演绎一对关系疏远姐妹一同踏上前途未知穿越欧洲的经历。《欣快》于2017年9月在多伦多国际电影节首映。
2016年，薇坎德出演由保罗·格林格拉斯指导的《神鬼認證：傑森包恩》，并同马特·戴蒙有大量对手戏，该片由环球影业发行于2016年7月29日上映。之后她同麥可·法斯賓達以及麗素·慧絲一起出演由小说改编的《為妳說的謊》。该片由德里克·斯安弗朗斯指导，试金石影业于2016年9月2日在美国发行。
薇坎德在重啟古墓奇兵電影系列的《古墓丽影：源起之战》中扮演蘿拉·卡芙特，该片于2018月3月16日上映。

### 2020年至今
2020年，维坎德在朱莉·泰莫导演的传记剧《格洛丽亚在路上》中扮演年轻的格洛丽亚·斯泰纳姆。该片于2020年1月在圣丹斯电影节上进行了全球首映。

## 个人生活
她曾和瑞典歌手Icona Pop和另一名友人居住在诺丁山。薇坎德的朋友包括其他瑞典演員如亞歷山大·斯卡斯加德及喬爾·金納曼等人。
2014年於拍攝《為妳說的謊》時，薇坎德結識德裔愛爾蘭演員麥可·法斯賓達。两人第一次公开亮相是在2016年金球奖颁奖典礼上，这届金球奖薇坎德凭借《丹麦女孩》和《机械姬》的角色获得两项提名。2017年10月14日两人在西班牙伊维萨岛举行私人婚礼。他们定居在葡萄牙里斯本。2021年宣傳新片《蓝色海湾》時，向雜誌證實年初悄悄迎來第1個小孩，但並未透露性別。

### 社会活动
薇坎德是一名女权主义者，并谴责电影行业中的性别不平等现象。
2017年11月10日，薇坎德作为584名女性中的一员，共同呼吁瑞典影视和剧院产业处理行业中的不当性行为文化，并在一封发表在瑞典报纸《Svenska Dagbladet》的公开信上署名。

## 作品列表

### 電影
| 年分 | 譯名               | 原名                                                        | 角色                    | 備註                           |
| ---- | ------------------ | ----------------------------------------------------------- | ----------------------- | ------------------------------ |
| 2006 |                    | Standing Outside Doors                                      | Alicia                  | 短片                           |
| 2007 |                    | The Rain                                                    | 舞者                    | 短片                           |
| 2007 |                    | Darkness of Truth                                           | Sandra Svensson         | 短片                           |
| 2008 |                    | My Name is Love                                             | Fredrika                | 短片                           |
| 2009 |                    | Susans längtan                                              | 公寓女孩                | 短片                           |
| 2010 | 將錯就愛           | Pure                                                        | Katarina                |                                |
| 2011 | 皇冠上的明珠       | Kronjuvelerna                                               | Fragancia Fernandez     |                                |
| 2011 |                    | Jeu de chiennes                                             | 瑞典女孩                | 短片                           |
| 2012 | 皇室風流史         | En kongelig affære                                          | 卡羅琳·瑪蒂爾王后       |                                |
| 2012 | 安娜·卡列尼娜      | Anna Karenina                                               | Kitty                   |                                |
| 2013 | 洩密風雲           | The Fifth Estate                                            | Anke Domscheit-Berg     |                                |
| 2013 | 宾馆               | Hotell                                                      | Erika                   |                                |
| 2014 | 青春誓言           | Testament of Youth                                          | 维拉·布里顿             |                                |
| 2014 | 槍之子             | Son of a Gun                                                | Tasha                   |                                |
| 2014 | 人造意識           | Ex Machina                                                  | Ava                     |                                |
| 2014 | 獵魔七煞           | Seventh Son                                                 | Alice Deane             |                                |
| 2015 | 傾訴英格麗         | Ingrid Bergman: In Her Own Words（瑞典原名︰Jag är Ingrid） |                         | 紀錄片，旁白                   |
| 2015 | 紳士密令           | The Man from U.N.C.L.E.                                     | Gabriella Teller        |                                |
| 2015 | 丹麥女孩           | The Danish Girl                                             | 格爾達·韋格納           | 第88屆奧斯卡金像獎最佳女配角獎 |
| 2015 | 天菜大廚           | Burnt                                                       | Anne Marie              |                                |
| 2015 |                    | The Magic Diner                                             | 她自己                  | 短片                           |
| 2016 | 神鬼認證：傑森包恩 | Jason Bourne                                                | Heather Lee             |                                |
| 2016 | 為妳說的謊         | The Light Between Oceans                                    | Isabel Sherbourne       |                                |
| 2017 | 鸟儿们的奇幻冒险   | Birds Like Us                                               | Huppu                   | 配音，动画片                   |
| 2017 | 鬱金香狂熱         | Tulip Fever                                                 | Sophia                  |                                |
| 2017 | 欣快               | Euphoria                                                    | Ines                    | 兼制片人                       |
| 2017 | 淹没               | Submergence                                                 | Danielle Flinders       |                                |
| 2017 | 姆明与冬日仙境     | Moomins and the Winter Wonderland                           | Little My / Sorry-oo    | 配音，动画片                   |
| 2018 |                    | The Magic Diner Pt.II                                       | 她自己                  | 短片                           |
| 2018 | 古墓丽影：源起之战 | Tomb Raider                                                 | 蘿拉·卡芙特             |                                |
| 2018 | 人類世：誰主地球   | Anthropocene: The Human Epoch                               |                         | 紀錄片，旁白                   |
| 2019 | 我很容易找到       | I Am Easy to Find                                           |                         | 短片，MV                       |
| 2019 | 惊弓之鸟           | The Earthquake Bird                                         | Lucy Fly                |                                |
| 2020 | 格洛丽亚在路上     | The Glorias                                                 | 年轻的格洛丽亚·斯泰纳姆 |                                |
| 2021 |                    | Corona Film Club                                            | 她自己                  | 紀錄片                         |
| 2021 | 蓝色海湾           | Blue Bayou                                                  | Kathy LeBlanc           |                                |
| 2021 | 绿衣骑士           | Green Knight                                                | Lady / Esel             |                                |
| 2021 | 厄運假期           | Buckett                                                     | April Hanson            |                                |
| 2021 | 綠衣騎士紀錄片     | The Green Knight Documentary                                | 她自己                  | 紀錄片                         |
| 2023 | 煽動者             | Firebrand                                                   | 凯瑟琳·帕尔             |                                |
| 2024 | 蜚語               | Rumours                                                     | Celestine Sproul        |                                |
| 2024 | 親權考核           | The Assessment                                              | Virginia                |                                |
| TBA  | Hope               | 호프                                                        |                         |                                |

### 電視
| 年分    | 電視名稱               | 角色                    | 备注                                      |
| ------- | ---------------------- | ----------------------- | ----------------------------------------- |
| 2002    | Min balsamerade mor    | Ebba Du Rietz           | 电视电影                                  |
| 2003    | The Befallen           | Drabbad Mörker          | "Slutet"集                                |
| 2005    | En decemberdröm        | Tony                    | 13集                                      |
| 2007    | Levande föda           | Linda                   | 3集                                       |
| 2007–08 | 第二大道               | Jossan Tegebrandt Björn | 39集                                      |
| 2008    | Höök                   | Katarina                | 2集                                       |
| 2018    | 想象                   | 旁白                    | 剧集：「Ingrid Bergman in Her Own Words」 |
| 2019    | 一个红鼻子日与一个婚礼 | Faith                   | 短片，电视电影                            |
| 2019    | 黑水晶：抗战纪元       | Mira（配音）            | 剧集：「End. Begin. All the Same.」       |
| 2022    | 迷離劫                 | Mira                    | 兼執行製片人                              |

## 外部連結
- 艾莉西亞·薇坎德在互联网电影资料库（IMDb）上的資料（英文）